# MAN
MAN SE (повна назва Maschinenfabrik Augsburg-Nürnberg, Societas Europa — «Машинна фабрика Ауґсбург-Нюрнберг, Європейське товариство») — німецький автомобільний та машинобудівний концерн, заснований в 1897 році. Штаб-квартира — в Мюнхені. З квітня 2012 належить концерну Volkswagen AG (72 % акцій).
Головна продукція концерну — вантажні автомобілі, автобуси, спеціальні транспортні засоби, транспортні засоби військового призначення, дизельні двигуни (включаючи двигуни морських та річкових суден потужністю до 87 МВт), газові турбіни потужністю до 50 МВт, парові турбіни потужністю до 150 МВт, компресори, будівельні машини та механізми.
Кількість співробітників — 47 669 чол. (з них 27 354 в Німеччині, 20 315 за кордоном), щорічний дохід 14,7 млрд євро (2010).

## Власники і керівництво
В липні 2011 55,9 відсотків базових акцій (36 млн акцій за 3,5 млрд євро), і відповідно вирішальних голосів у керівництві, належить автомобільному концерну Volkswagen AG. До цього Фольксвагену належало близько 30 % акцій.. Таким чином, MAN увійшов до консорціуму з виробництва вантажних автомобілів, до котрого належать також відомі марки Volkswagen Trucks and Buses та Scania.
- Голова правління MAN —  (Georg Pachta-Reyhofen)
- Голова наглядової ради — Фердинанд Пієх (Ferdinand Piëch)

## Історичні факти

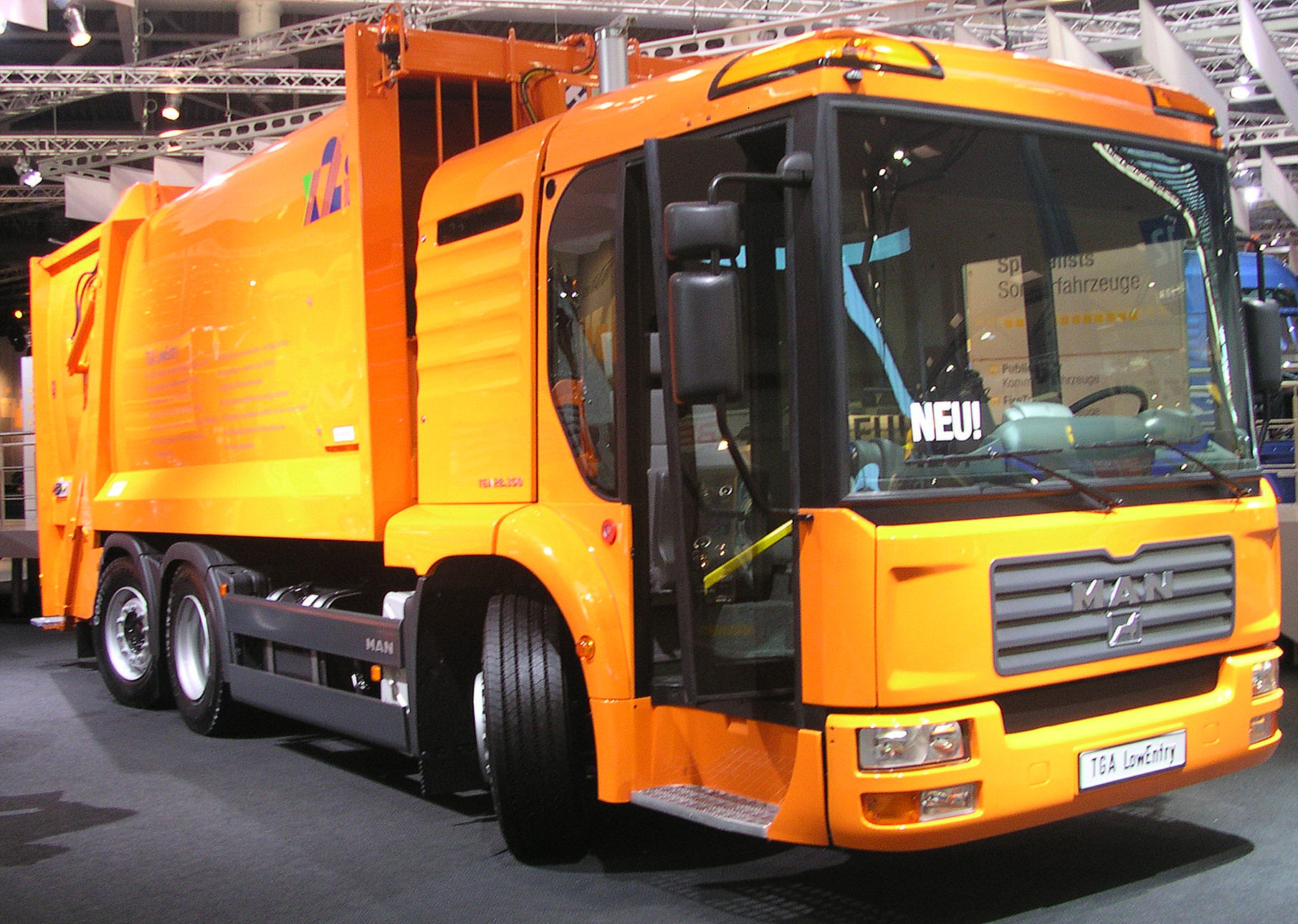
Сміттєвоз фірми MAN, 2004

- 1915 Початок виробництва вантажних автомобілів в м. Нюрнбергу (нім. Nürnberg)
- 1923 Перший готовий до експлуатації дизельний двигун для автомобілів, 40 к.с. з безпосереднім упорскуванням палива, р. Аугсбург (нім. Augsburg)
- 1924 Перший у світі серійний дизельний вантажний автомобіль з безпосереднім упорскуванням палива
- 1925 Дизельний вантажний автомобіль вантажопідйомністю 5 тонн з карданною передачею

- 1937 Перший дизельний двигун зі сферичною камерою згоряння, розроблений для вантажних автомобілів
- 1938 Виробництво 4 тролейбусів для міста Чернівці

- 1941 25 листопада видано замовлення на 35-тонний танк — майбутній танк «Пантера»
- 1943 Розпочато серійний випуск Pz Kpfw V «Пантера» (тривав із січня 1943 по квітень 1945 включно)
- 1951 Перший німецький дизельний двигун для вантажних автомобілів з турбонагнітачем, що приводиться в дію від відпрацьованих газів
- 1954 Перший малошумний дизель для автомобілів зі сферичною камерою згоряння
- 1962 MAN поглинув Porsche Diesel Motorenbau GmbH

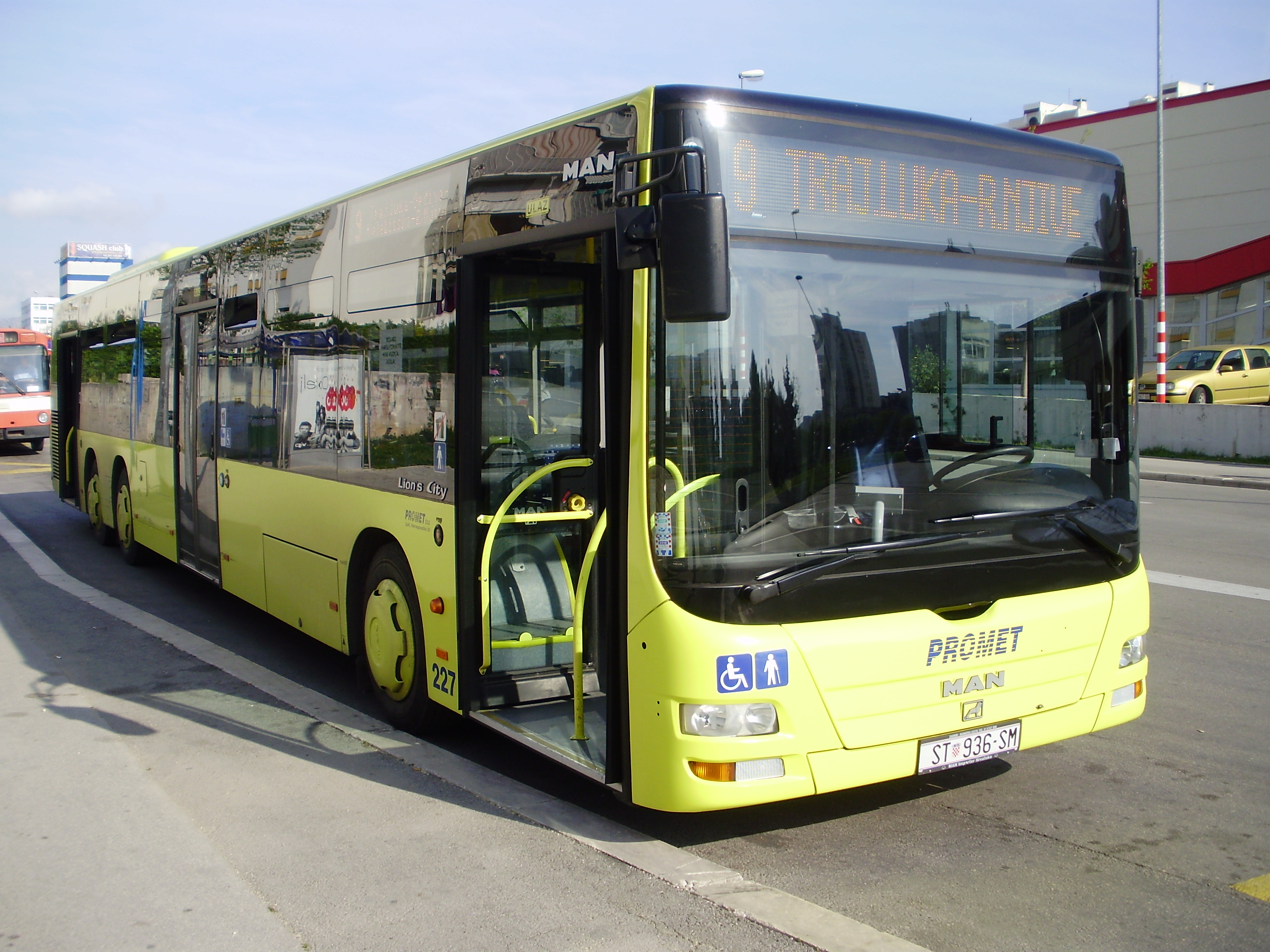
Автобус MAN Lion's City

- 1986 MAN і «Gutehoffnungshütte Aktienverein» об'єднуються для створення MAN AG
- 1986 Клаус Гетте (Dr. Klaus Götte) призначений на посаду Голови Правління MAN Group. Саме Гетте створив високоефективну організаційну структуру групи, що успішно діє і на даний час
- 1988 Автобус з низьким рівнем підлоги з малотоксичним дизелем з газотурбінним наддувом
- 1989 Маршрутні вантажні автомобілі М 90 / F 90 «Silent»
- 1992 Вантажний автомобіль SLW 2000 для експлуатації в межах міста
- 1992 Туристичний автобус 422 FRH «Lion's Star» з рівною підлогою кузова і безпечним пасажирським салоном
- 1993 Нове покоління вантажних автомобілів L2000 (вантажопідйомність від 6 до 10 тонн)

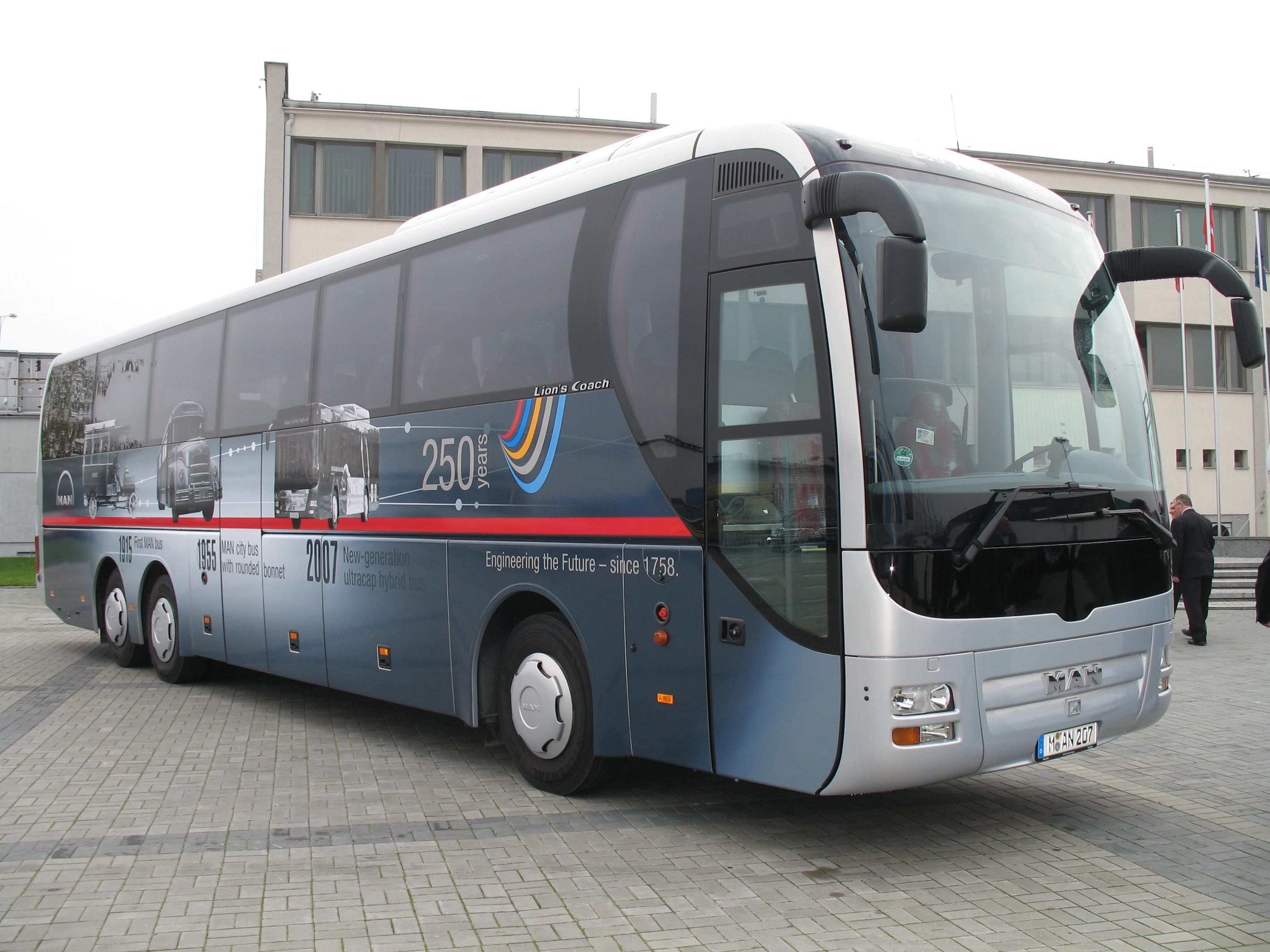
Лайнер MAN Lion's Coach

- 1994 Презентація нового ряду вантажних автомобілів великої вантажопідйомності з повною масою від 18 тонн і вище, з –дизелями «Євро-2». Вантажний автомобіль L2000 для розвезення товарів з комбінованим приводом (від ДВС і акумуляторних батарей). Привод, що працює на природному газі, для вантажних автомобілів і автобусів. Дизель-електричний привод, розміщений у маточині колеса, для міських автобусів.
- 1994 Присвоєння звання «Coach of the Year»
- 1995 Присвоєння звання «Truck of the Year» (як у 1987, 1980, 1977 роках)
- 1996 Впровадження на ринок нового середнього ряду вантажних автомобілів М2000 з повною масою від 12-25 тонн
- 1997 Впровадження на ринок нового покоління низькорамних автобусів
- 1997 Рудольф Руппрехт (Rudolf Rupprecht) призначений на посаду Голови Правління групи, змінивши на цій посаді Клауса Гетте. Саме Руппрехту концерн зобов'язаний появі вантажної техніки нового покоління — «MAN Trucknology ®»
- 2000 Світова презентація нового покоління вантажних автомобілів TG-A
- 2001 Присвоєння звання «Truck of the Year» TG-A

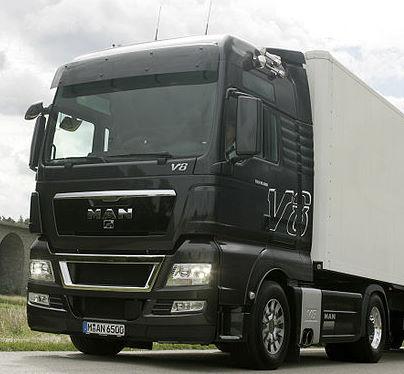
Вантажівка MAN TGX

- 2001 Поява нового туристичного автобуса «Lion's Star»
- 2002 Туристичний автобус «Lion's Star» — призер у галузі дизайну («reddot award: product design»).
- 2003 Туристичний автобус «Lion's Star» отримав приз «Coach of the Year 2004»
- 2004 У лютому в Нюрнберзі відбулася прем'єра двигуна D20 Common Rail.
- 2005 Гокан Самуельссон (Håkan Samuelsson) призначений на посаду Голови Правління групи, змінивши на цій посаді Рудольфа Руппрехта. Самуельссон акцентував зусилля на глобальне інтенсивне просування продукції та послуг групи
- 2005 У Мюнхені пройшла презентація автомобілів серії TGL
- 2006 Відкриття першої СТО в Санкт-Петербурзі
- 2007 Перша перемога вантажівки MAN в Ралі Дакар (пілот — голландець Ханс Стейсі)
- 2008 Присвоєння вантажівкам MAN TGX і MAN TGS звання «Truck of the Year 2008»

## Діяльність

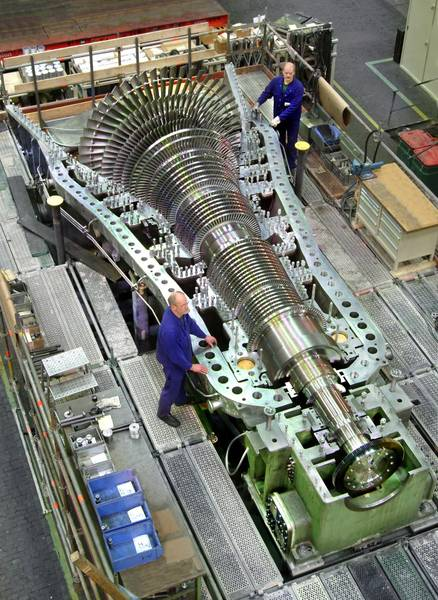
Парова турбіна фірми MAN Diesel & Turbo SE

Концерн MAN SE має в своєму складі такі підрозділи:
- MAN Truck & Bus AG (колишній MAN Nutzfahrzeuge AG) — підрозділ виробляє вантажні автомобілі марок MAN, ERF (Велика Британія) і STAR (Польща), а також автобусів NEOPLAN;
- MAN Diesel & Turbo SE — об'єднаний підрозділ виробляє суднові й дизельні двигуни (є одним з найбільших в Європі виробником турбін різних потужностей);
- MAN Ferrostaal AG — підрозділ здійснює розробку та будівництво високотехнологічних виробничих підприємств;
- MAN Latin America.

У 2007 році продажі склали 93,26 тис. вантажних автомобілів, близько 7,35 тис. автобусів. Виручка MAN AG в 2008 році — € 14495 млн, зростання на 6 % у порівнянні з 2007 роком, чистий прибуток — € 1247 млн, зростання на 1 %.